# Chazelles-sur-Albe
Chazelles-sur-Albe är en kommun i departementet Meurthe-et-Moselle i regionen Grand Est (tidigare regionen Lorraine) i nordöstra Frankrike. Kommunen ligger i kantonen Blâmont som tillhör arrondissementet Lunéville. År 2022 hade Chazelles-sur-Albe 49 invånare.

## Befolkningsutveckling
Antalet invånare i kommunen Chazelles-sur-Albe
| Referens: INSEE |